# RT-11
RT-11 («RT» від англ. Real Time — в режимі реального часу) — невелика однокористувацька операційна система реального часу фірми DEC для 16-бітових комп'ютерів серії PDP-11. Вперше була запущена в 1970 році і широко використовувалася для систем реального часу, управління процесами і збору даних.

## Варіанти

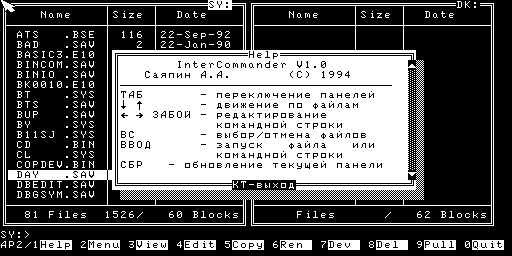
ОС БК-11 і оболонка Inter Commander

- RT-11SJ («Single Job monitor») — Однозадачна ОС для машин з пам'яттю до 64 КБ (32 КСлів).
- RT-11SL («Single Line monitor») — Однозадачна ОС для машин з пам'яттю до 64 КБ (32 КСлів) розширення SJ монітора, підтримує такі зручності, як історія командного рядка запрошення налаштування (prompt), та інші зручності. З'явився з виходом версії 5, і моментально витіснив SJ монітор.
- RT-11BL («BaseLine monitor») Надкомпактний різновид SJ-монітора з мінімальними апаратними вимогами. Постачався в комплекті дистрибутиву RT-11. Монітор запускався і працював на всіх машинах сімейства PDP-11. Призначався в основному для генерації системи.
- RT-11FB («Foreground/Background monitor») — Дво/восьми задачна (фоново-оперативний режим) ОС з невитісняючою багатозадачністю для машин з пам'яттю до 64 КБ.
- RT-11XM («eXtended Memory monitor») — Дво/восьмизадачна ОС з невитісняючою багатозадачністю для машин з пам'яттю більше 64 КБ, що мають систему керування пам'яттю.
- RT-11ZM — Підтримувала схему поділу пам'яті на пам'ять інструкцій і даних, прийняту в машинах PDP-11/45.
- RT-11TS — («Time Sharing monitor») Багатокористувацька багатозадачна ОС з поділом часу, кожному користувачеві надавалася віртуальна машина — аналог RT-11SJ.
- TSX — Розвиток RT-11TS з витісняючої багатозадачністю, що базується на статичних/динамічних пріоритетах, з додатковими сервісами (пакетної обробки, віртуальними терміналами, підтримкою мережевих з'єднань, багатокористувацької захистом). Розробка фірми S&H Computing.

## Особливості
- «Багатозадачність» — Системи RT-11, за винятком TS-монітора, не підтримували багатозадачність з витісненням, але більшість версій дозволяла запускати кілька додатків одночасно. Всі варіанти програми-монітора, крім SJ, надавали можливість запускати фонове завдання (англ. Background Job). Крім того, монітори FB, XM і ZM надавали «завдання переднього плану» («Foreground Job»), а також невелике число «системних завдань».
- «Вихідний код» — RT-11 була написана на мові асемблера. Інтенсивне використання умовної компіляції і макропрограмування асемблера MACRO-11, надавали значну ступінь конфігурованості. Дистрибутиви RT-11 поставлялися з вихідним кодом операційної системи і драйверів пристроїв, з якого були вилучені всі коментарі. Надавалася програма SYSGEN, з допомогою якої виконувалася збірка операційної системи відповідно до користувацької конфігурації. Документація для розробників включала в себе лістинги ядра з коментарями.
- «Драйвери пристроїв» — В ранніх версіях RT-11, драйвери пристроїв вбудовувалися в ядро на етапі конфігурування системи, у пізніших версіях драйверів стали підвантажуваними. Оскільки RT-11 часто використовувалася для керування пристроями і збору даних, розробники часто писали нові драйвери пристроїв або покращували існуючі, і DEC заохочувала таку розробку, роблячи свої апаратні підсистеми відкритими, підтримуючи сторонніх розробників апаратури і програмного забезпечення і заохочуючи Спільнота користувачів DEC («DIGITAL Equipment Corporation Users Society»).
- «Файлова система» — RT-11 мала найпростішу дворівневу (в тому/файл) файлову систему з безперервними (односегментними) файлами, що вимагало періодичної дефрагментації дискового простору. Багаторівневість файлової системи зазвичай реалізовувалася за допомогою віртуальних дисків (файлова система монтуються томів реалізовувалася у звичайному файлі або в файлі іншого віртуального диска). Назва файлу складалося з імені файлу, символу «.» і обов'язкового розширення файлу. Максимальна довжина імені файлу — 6 символів. Довжина розширення — 3 символи. Символ «.» мався на увазі в назві кожного файлу у файловій системі не зберігався. Кратність трьох довжин імені та розширення пояснюється використанням для їх зберігання кодування RADIX-50, що вимагає всього 2 байти для зберігання 3 символів.
- «Програмне забезпечення» — RT-11 поставлялася з цілим рядом сервісних програм. Утиліти DIR, DUP, PIP та FORMAT дозволяли керувати дисками та каталогами. Редактори TECO, EDIT і візуальні редактори KED (для VT100) і K52 (для VT52) давали можливість створювати і редагувати файли з вихідним кодом і даними. MACRO, LINK і LIBR дозволяли створювати свої виконувані файли. ODT, VDT і SD — налагоджувати програми. Варіант Runoff від DEC дозволяв користувачеві створювати документи. І нарешті, програма VTCOM дозволяла зв'язуватися з іншою системою за допомогою телефонної лінії та модему.

## Відомі версії
- «V3.x» — одна з найпоширеніших версій у першій половині 80-х років.
  - Основною особливістю даної версії є вбудований в монітор драйвер системного пристрою. Наприклад: «DXMNSJ» — «DX MoNitor Single Job» — однозадачний монітор, який запускається з пристрою «DX» — накопичувача на 8-дюймових гнучких дисках; «RKMNFB» — «RK MoNitor Foreground/Background» — фоново-оперативний монітор, який запускається з пристрою «RK» — накопичувача на касетному жорсткому диску тощо

- «V4.x» — подальший розвиток ОС. Деякі функції розширені і доповнені. Зокрема, з'явилася можливість підтримки таймера в SJ-моніторі.
  - Одна і та ж версія монітора могла бути встановлена на будь-яке доступне для завантаження пристрій. Імена моніторів мали наступний вигляд: «RT11SJ», «RT11FB» і т. д.
  - Дистрибутив поставлявся у вигляді набору асемблерних файлів і програми для генерації моніторів, написаної мовою «PAGEN».
  - Розширений набір підтримуваних пристроїв. Список драйверів доповнився, зокрема драйвером «VM» — віртуальний диск в розширеній пам'яті
  - Розширено та доповнено набір системних утиліт.

- «V5.x» — У цій версії ОС зроблено дуже багато нового, що зумовило її поширення. Версія 5.0 після своєї появи на світло практично миттєво витіснила всі попередні.
  - Введена підтримка «логічних» або віртуальних дисків (драйвер «LD»). Це дозволило реалізувати багаторівневу файлову структуру.
  - Клавіатурний монітор отримав можливість екранного редагування командного рядка і запам'ятовування історії команд. Для цієї мети ОС поповнилася драйвером «SL» («Single Line editor»)
  - З'явилася можливість роботи з розширеними командними файлами (INDirect-файлами), які представляють собою фактично програму, написану на мові високого рівня. Для цієї мети з'явилася утиліта розширення клавіатурного монітора — інтерпретатор «IND». Програма генерації моніторів написана на мові IND. Відповідно мова „PAGEN“ тепер виявилася не потрібною.
  - Дана версія ОС отримала найбільше поширення. На її базі в СРСР були зроблені численні клони.

### Хронологія випуску версій
| Версія        | Дата випуску | Примітка                                                    |
| ------------- | ------------ | ----------------------------------------------------------- |
| RT-11 V01-15  | 25.07.1973   |                                                             |
| RT-11 V02B    | 01.05.1975   | З'явився FB-монітор                                         |
| RT-11 V02C    | 20.11.1975   | З'явилася підтримка LSI-11                                  |
| RT-11 V03     | 14.08.1977   | З'явився XM-монітор. Утиліта PIP розділена на PIP, DUP, реж |
| RT-11 V03B    | 27.03.1979   |                                                             |
| RT-11 V04.00  | 21.02.1980   | Драйвер системного пристрою відділений від монітора файлу   |
| RT-11 V04.00C | 01.02.1982   |                                                             |
| RT-11 V05.00  | 12.03.1983   |                                                             |
| RT-11 V05.01  | 01.02.1984   |                                                             |
| RT-11 V05.01B | 19.03.1984   |                                                             |
| RT-11 V05.01C | 01.09.1984   |                                                             |
| RT-11 V05.02  | 17.06.1985   |                                                             |
| RT-11 V05.03  | 20.12.1985   |                                                             |
| RT-11 V05.04  | 03.09.1986   |                                                             |
| RT-11 V05.04A | 05.01.1987   |                                                             |
| RT-11 V05.04B | 04.05.1987   |                                                             |
| RT-11 V05.04C | 02.09.1987   |                                                             |
| RT-11 V05.04D | 17.11.1987   |                                                             |
| RT-11 V05.04E | 01.05.1988   |                                                             |
| RT-11 V05.04F | 06.09.1988   |                                                             |
| RT-11 V05.04G | 19.12.1988   |                                                             |
| RT-11 V05.05  | 31.10.1989   |                                                             |
| RT-11 V05.06  | 31.08.1992   |                                                             |
| RT-11 V05.07  | 31.10.1998   |                                                             |

## Клони в СРСР
- «РАФОС»[1] — СМ ЕОМ
- «РУДОС»'
- «ФОБОС» — Електроніка 60
- «ФОДОС»' — УКНЦ
- «ОС ДВК» — ДВК
- «ОС БК-11» — БК-0011 і БК-0011М
- «МАЙСТЕР-11» — ДВК, розроблена в Новочеркаському Політехнічному Інституті. ОС адаптована для використання таблиці кодування КОІ-7 SO/SI

На ЕОМ «Електроніка-60» чудово працювали і RT-11, і РАФОС, і ФОДОС, але RT-11 була більш налагодженою та стабільною.

Майже всі клони розроблялися з урахуванням використання російської мови та кодування КОІ-8 в інституті ИНЭУМ.

Крім цього, в кінці 1980-х років в кооперативі «СТІКС» була розроблена з нуля сумісна по інтерфейсу c TSX система nts.